# 隠岐一畑交通
隠岐一畑交通株式会社（おきいちばたこうつう）は、島根県隠岐郡隠岐の島町でバス・レンタカー事業を行っている一畑電気鉄道系列の事業者。

## 歴史
- 1995年（平成7年）10月16日 一畑電気鉄道から分社して設立。
- 1995年（平成7年）12月1日 一畑電気鉄道から隠岐島後地区4町村（現・1町）のバス事業を譲受。

## 営業所(車庫)の所在地
- 本社
  - 島根県隠岐郡隠岐の島町中町2-1

## 路線

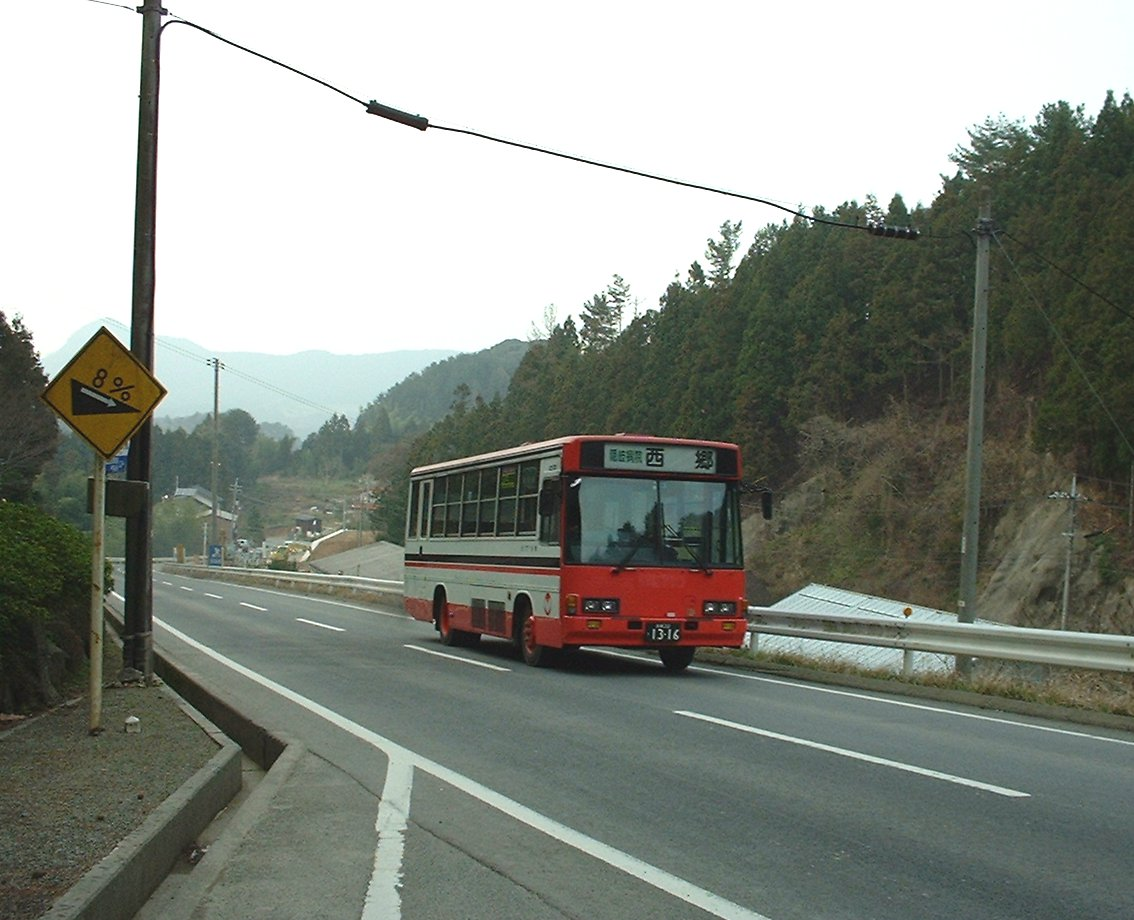
五箇トンネル北側付近にて（2003年3月）

### 空港リムジンバス
詳細な運行案内は#外部リンクの隠岐一畑交通サイトを参照のこと。
- 西郷 - 隠岐空港線
  - 一畑交通 - 隠岐空港
  - 単独運行

### 一般路線バス
詳細な運行案内は#外部リンクの隠岐一畑交通サイトを参照のこと。隠岐病院では乗り換えが可能（乗り継ぎ券を発行し、通算運賃が適用される。）。
- 都万線
  - （営業所 -） 隠岐病院 - （隠岐高校） - 南中学校 - 玉若酢神社 - 加茂 - 蛸木 - 津戸 - 向山
- 五箇線
  - （営業所 -） 隠岐病院 - （隠岐高校） - 国分寺入口 - 蔵見橋 - 水若酢神社 - 診療所前 - 五箇支所 - 福浦
- 中村線
  - （営業所 -） 隠岐病院 - （隠岐高校） - 国分寺入口 - 蔵見橋 - 中村 - 西村 - 伊後
- 布施線
  - （営業所 -） 隠岐病院 - 栄町 - 水産高校 - 犬来 - 大久 - 布施 - 飯美
- 循環線
  - 営業所 → ポートプラザ → 中町 → 合銀前 → 愛の橋 → 役場前 → 隠岐病院 → 平新開地 → 南中入口 → 甲の原 → 役場前 → 塩口 → ポートプラザ → 中町 → 愛の橋 → 営業所
  - 営業所 → 隠岐病院 → 平新開地 → 南中入口 → 甲の原 → 役場前 → 塩口 → ポートプラザ → 中町 → 合銀前 → 愛の橋 → 役場前 → JA前 → 隠岐病院 → 名田 → 営業所
- 西郷港線
  - 隠岐病院 → 役場前 → ポートプラザ → 中町 → 合銀前 → 愛の橋 → 営業所
  - 営業所 → 塩口 → ポートプラザ → 中町 → 合銀前 → 愛の橋 → 役場前 → 隠岐病院 （→ 営業所）
- 水産高校線
  - （営業所 →） 隠岐病院 → JA前 → 役場前 → ポートプラザ → 中町 → 愛の橋 → 営業所 → 西中入口 → 神米 → 水産高校 → 栄町 → 名田 → 隠岐病院 （→ 営業所）
- 隠岐高校線
  - 営業所 → ポートプラザ → 中町 → 合銀前 → 愛の橋 → 役場前 → JA前 → 隠岐病院 → 有木 → 隠岐高校 → 国分寺前 → 平新開地 → 隠岐病院 → 営業所

## 関連会社
- 一畑電気鉄道（持株会社）
- 一畑電車
- 一畑バス
- 松江一畑交通
- 出雲一畑交通
- 奥出雲交通（第三セクター、奥出雲町が96%、一畑電気鉄道が4%を出資）
- 双葉タクシー
- ミツワタクシー